# Tonkouibolus levieuxi
Tonkouibolus levieuxi är en mångfotingart som beskrevs av Demange och Jean-Paul Mauriès 1975. Tonkouibolus levieuxi ingår i släktet Tonkouibolus, ordningen slitsdubbelfotingar, klassen dubbelfotingar, fylumet leddjur och riket djur. Inga underarter finns listade i Catalogue of Life.